# Julien Absalon
Julien Absalon (født d. 16. august 1980 i Remiremont) er en fransk mountainbike-rytter.
Ved Sommer-OL 2004 i Athen vandt han en guldmedalje. Han cykler lige nu for det professionelle mountainbikehold Orbea, og har tidligere cyklet for Bianchi-Agos.